# Kristian Bruun
Charles Kristian Bonnycastle Bruun (Toronto, 25 ottobre 1979) è un attore, produttore cinematografico e sceneggiatore canadese.

## Biografia
Charles Kristian Bonnycastle Bruun è nato il 25 ottobre 1979 a Toronto, in Canada. Ha frequentato dal 1994 al 1997 la Valley Forge Military Academy and College, in Pennsylvania. Successivamente, ha frequentato la Queen's University di Kingston.
Ha iniziato a recitare nel 2003 nel film TV Good Morning Tomorrow. Successivamente, nel 2010 ha recitato nella serie TV Covert Affairs e nel 2012 nella serie Nikita. Nello stesso anno ha recitato nel film Blood Pressure e nel cortometraggio Build or Bust. Nel 2014 ha interpretato Helmut in Bang Bang Baby. Nel 2015 è apparso in un episodio della prima stagione di Schitt's Creek. Dal 2012 al 2019 ha interpretato l'agente di polizia Slugger Jackson nella serie TV I misteri di Murdoch. Inoltre, dal 2013 al 2017 ha interpretato Donnie Hendrix nella serie Orphan Black. Nel 2019 ha impersonato Fitch nel film Finché morte non ci separi.

## Filmografia

### Attore

#### Cinema
- Blood Pressure, regia di Sean Garrity (2012)
- Play the Film, regia di Alec Toller (2013)
- Bang Bang Baby, regia di Jeffrey St. Jules (2014)
- Dirty SIngles, regia di Alex Pugsley (2014)
- Life, regia di Anton Corbijn (2015)
- Night Cries, regia di Andrew Cymek (2015)
- Regression, regia di Alejandro Amenábar (2015)
- Let's Rap, regia di Neil Huber (2015)
- How to Plan an Orgy in a Small Town, regia di Jeremy LaLonde (2015)
- First Round Down, regia di Brett M. Butler e Jason G. Butler (2016)
- Country Crush, regia di Andrew Cymek (2016)
- The Definities, regia di Hannah Cheesman e Mackenzie Donaldson (2017)
- The Space Between, regia di Amy Jo Johnson (2017)
- Ashes, regia di Dan Slater (2017)
- Mary Goes Round, regia di Molly McGlynn (2017)
- Vicini sospetti (A Deadly View), regia di Andrew Cymek (2018)
- The Go-Getters, regia di Jeremy LaLonde (2018)
- Deep Space, regia di Davin Lengyel (2018)
- Red Rover, regia di Shane Belcourt (2018)
- Finché morte non ci separi (Ready or Not), regia di Matt Bettinelli-Olpin e Tyler Gillett (2019)
- Samathology, registi vari (2019)
- Tammy's Always Dying, regia di Amy Jo Johnson (2019)
- An Assortment of Christmas Tales in No Particular Order, registi vari (2019)
- Eat Wheaties!, regia di Scott Abramovitch (2020)
- Slash/Back, regia di Nyla Innuksuk (2022)
- The Girl Who Escaped: The Kara Robinson Story, regia di Simone Stock (2023)

#### Televisione
- Good Morning Tomorrow, regia di John Stead - film TV (2003)
- Covert Affairs - serie TV, episodio 1x07 (2011)
- Change of Plans, regia di John Kent Harrison - film TV (2011)
- Dan for Mayor - serie TV, episodio 2x06 (2011)
- Nikita - serie TV, episodio 2x20 (2012)
- I misteri di Murdoch (Murdoch Mysteries) - serie TV, 35 episodi (2012-2019)
- Orphan Black - serie TV, 45 episodi (2013-2017)
- Schitt's Creek - serie TV, episodio 1x12 (2015)
- 22.11.63 - miniserie TV, 2 episodi (2016)
- The Girlfriend Experience - serie TV, episodio 1x11 (2016)
- That's My DJ - serie TV, 5 episodi (2016-2017)
- Tactical Girls - serie TV, 2 episodi (2016-2018)
- Con Man - serie TV, episodio 2x12 (2017)
- The Beaverton - serie TV, episodio 1x08 (2017)
- Annedroids - serie TV, episodio 4x03 (2017)
- Murdoch Mysteries: Beyond Time - serie TV, 20 episodi (2017)
- Odd Squad - serie TV, episodio 2x20 (2017)
- The Handmaid's Tale - serie TV, 3 episodi (2017-2018)
- Impulse - serie TV, 2 episodi (2018)
- Deep Six - serie TV, 6 episodi (2018)
- Le scarpe magiche di Natale (A Shoe Addict's Christmas), regia di Michael Robison - film TV (2018)
- Christmas Cupcakes, regia di Dylan Pearce - film TV (2018)
- Carter - serie TV, 20 episodi (2018-2019)
- Departure - serie TV, 4 episodi (2019)
- Hudson & Rex - serie TV, episodio 2x04 (2021)
- Avocado Toast the series - serie TV, 6 episodi (2020)
- Good Witch - serie TV, episodio 6x08 (2020)
- The College Tapes - serie TV, 10 episodi (2020)
- In Strange Woods - serie TV, 4 episodi (2020-2021)
- Crashing Through the Show, regia di Rich Newey - film TV (2021)
- Avvocati di famiglia (Family Law) - serie TV, 2 episodi (2021-2022)
- Snowpiercer - serie TV, 4 episodi (2022-2024)
- The Recruit  - serie TV, 7 episodi (2022–2025)
- The Rookie - serie TV, 2 episodi (2023-2024)

#### Cortometraggi
- A Grimsville Orphanage Christmas, regia di Justin Taylor (2009)
- Build or Bust, regia di PJ Lazic (2012)
- Hail Satan, regia di Robin Hunter (2012)
- The Doctor's Case, regia di Matt Matlovich (2013)
- Agape, regia di Chris Strikes (2014)
- True Man, regia di Matt Lancaster (2014)
- 10 Years, regia di Elan Dassani (2014)
- This Is Not What You Had Planned, regia di Christopher Warre Smets (2015)
- Boycatt, regia di Tess Marie Garneau (2015)
- Treatment, regia di Michael Gordin Shore (2015)
- Static, regia di Tanya Lamke (2016)
- The Floaters, regia di Nick Wilson (2016)
- Day Players, regia di Aref Mahabadi (2016)
- 3-Way (Not Calling), regia di Molly McGlynn (2016)
- Fox Trouble, regia di Sam Coyle (2016)
- The Cast of Orphans Black Meets Their Clones, regia di Ian Pfaff (2017)
- D+S, regia di Neil Huber (2017)
- A Better Tomorrow, Today, regia di Stu Marks (2017)
- Benson, regia di Clara Altimas e Neil Huber (2018)
- Home in Time, regia di Patrick Hagarty (2019)
- Finders Keepers, regia di Mark Bethune (2021)
- Three Days, regia di Dani Barker (2022)

### Produttore
- Play the Piano, regia di Alec Toller (2013)
- Somewhere Else Tomorrow, regia di Daniel Rintz (2014)

### Sceneggiatore
- Somewhere Else Tomorrow, regia di Daniel Rintz (2014)

## Doppiatori italiani
Nelle versioni in italiano delle opere in cui ha recitato, Kristian Bruun è stato doppiato da:
- Luigi Ferraro in Life, Finché morte non ci separi
- Fabrizio Vidale in Orphan Black
- Stefano Alessandroni in 22.11.63
- Riccardo Peroni in The Handmaid's Tale (ep. 1x04)
- Luca Ghignone in The Handmaid's Tale (ep. 2x06, 2x10)
- Maurizio Fiorentini in Departure
- Massimo De Ambrosis in Departure (ep. 1x06)
- Francesco De Francesco in The Recruit
- Osmar Santucho in The Rookie